# Gattaiola (Lucca)
Gattaiola è una frazione del comune italiano di Lucca.

## Geografia fisica
Situata nella parte sud ovest del comune, confina con le frazioni di Pozzuolo a sud, Vicopelago a nord, San Donato a est e a nord, e a ovest con Meati e Fagnano.
Gattaiola è attraversata dal canale Ozzeri.

## Origine del nome
L'origine del nome è incerta, è probabile che il termine Gattaiola stia a significare "luogo ameno", oppure che derivi da una famiglia di nome Gatti, residente nel luogo. Sebbene l'origine del nome di Gattaiola sia da definire con esattezza, non c'è probabilmente alcun riferimento al significato italiano della parola stessa, ovvero "Piccola apertura nelle porte che permette il passaggio dei gatti". La definizione di luogo ameno è probabilmente quella che si addice maggiormente alle caratteristiche della frazione.

## Storia
Fin dall'epoca romana dalla cava di Gattaiola furono estratte pietre impiegate per la costruzione di edifici civili e religiosi a Lucca. Il primo insediamento di una comunità di agricoltori nella zona invece risale probabilmente all'età medievale.  
Nell'VIII secolo fu edificata una piccola chiesa dedicata a S. Andrea. Nel XII sec. la chiesa di Sant'Andrea di Gattaiola fu ricostruita a pianta basilicale su tre navate e con una nuova aside, incorporando la precedente struttura che andò a formare la navata sinistra.  

## Monumenti e luoghi d'interesse
- Chiesa di Sant'Andrea di Gattaiola e torre campanaria
- torre situata a monte della canonica[2]
- casa in località Paladini, già chiesa del convento abitato fin dal sec. XIII dalle Clarisse[2]
- chiesina di S. Rocco in Salissimo presso il ponte dell'autostrada[2]
- villa Burlamacchi oggi Rossi attribuita a Nicolao Civitali (sec. XVI)[2]
- palazzina dl sec. XVII[2]
- villa Del Ricco oggi Rossi (sec. XVI)[2]
- villa Sesti oggi De Notter (secoli XVI-XVII)[2]
- villa Sardini oggi Davini (sec. XVI)[2]
- villa Barsotti oggi Pera[2]

## Infrastrutture e trasporti
Nella zona di Gattaiola si trova il casello Lucca ovest, una volta chiamato Lucca S.Donato, dell'autostrada A11 Lucca - Viareggio. La frazione è collegata al centro di Lucca tramite il servizio di autobus (servizio pubblico) a frequenza giornaliera con corse mattutine verso il centro storico e pomeridiane/serali verso Gattaiola.